# Акциз

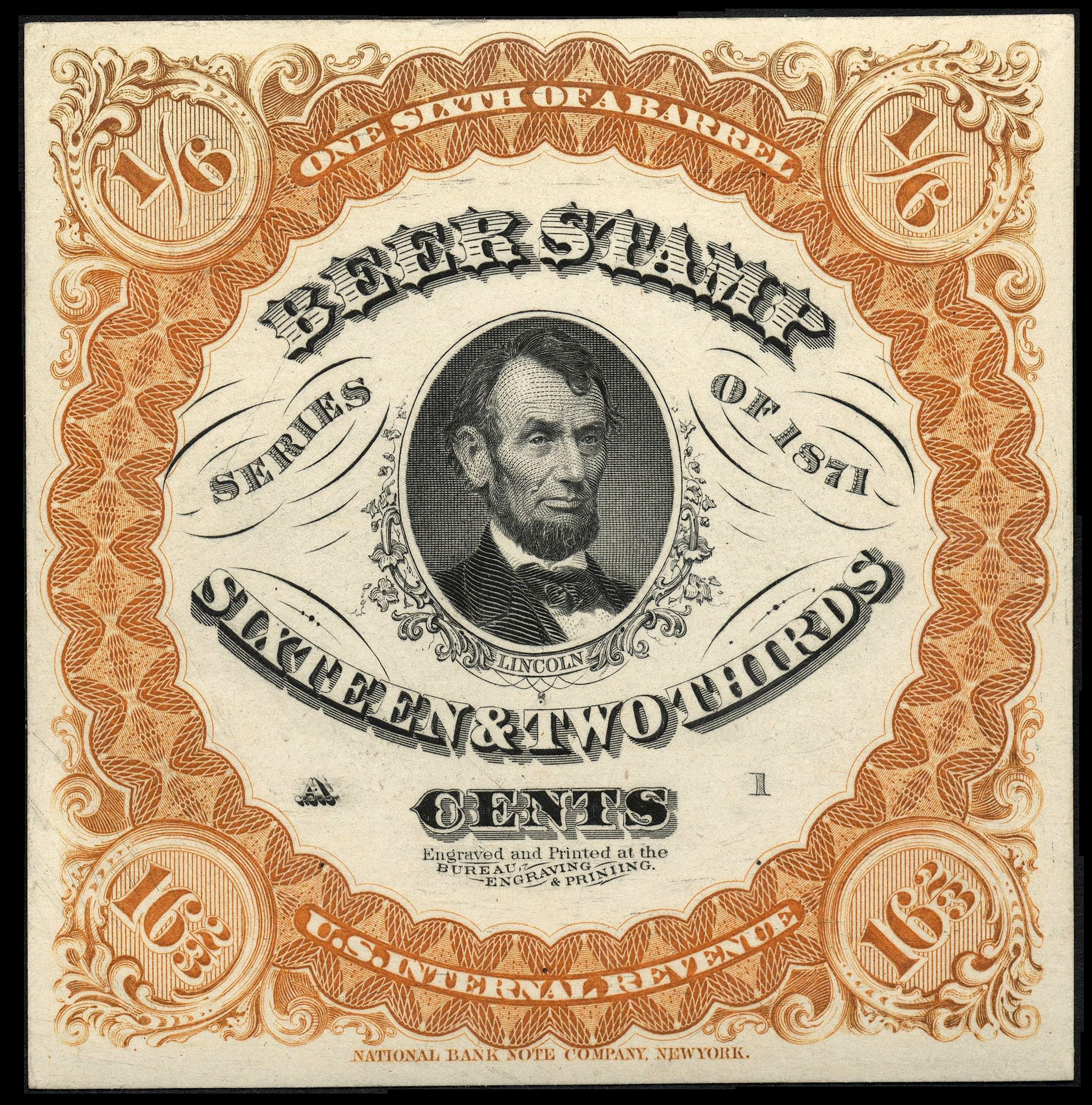
Акцизна марка 1871 року у США із зображенням Президента Лінкольна за 1/6 бареля пива

Акц́из (фр. accise, від лат. accidere — урізати) — один із різновидів здійснюваних державою податків (зборів), не пов'язаних з одержанням прибутку підприємцем (товаровиробником, торговцем). Це — найпоширеніші державні непрямі (побічні) податки (збори) на певні продукти масового попиту (предмети розкоші, тютюн, газовані, енергетичні й алкогольні/слабоалкогольні напої, коштовні метали та інше), які стягують з виробників чи продавців товарів. Акциз включається до ціни товару, яку сплачує споживач товару, а його розмір і сума стягуються до державного чи місцевого бюджету. Часто застосовується до окремих імпортних товарів з метою захисту внутрішнього ринку й підтримки вітчизняного товаровиробника.

## Акцизний податок в Україні
Акциз зазвичай встановлюється на високорентабельні та монопольні товари і в теорії вилучає частину надприбутків, які отримуються від продажу подібної продукції. Оподатковуваним оборотом є вартість підакцизних товарів, що продаються виходячи з відпускних цін без акцизного збору. Перелік підакцизних товарів і ставки акцизу встановлюються Верховною Радою України.
Терміни сплати для підприємства-виробника алкогольних напоїв — на 3-й день після продажу.
Акцизний збір за алкогольні напої та тютюнові вироби сплачується шляхом придбання акцизних марок (знак, що наклеюється на продукт і свідчить про сплату акцизу).
Відповідальність за порушення:
- За несвоєчасну реєстрацію юридичних осіб і підприємств, що є платниками акцизного збору, сплачується штраф у розмірі 100 неоподатковуваних мінімумів доходів громадян.
- У разі недоплати — штраф у розмірі нарахованої суми.
- У разі повторного порушення сплачується штраф у подвійному розмірі.
- Несвоєчасне подання декларації — 100 неоподатковуваних мінімумів доходів громадян.
- Несвоєчасна сплата акцизу — пеня в розмірі 120 % щодня.

## Історія
За більшовиків під час воєнного комунізму акцизи були скасовані, за НЕПу — відновлені, а 1930 року знову скасовані й замінені податком обігу. Найбільші надходження давали акцизи з напоїв, цукру, тютюну і текстильних виробів (останній акциз існував тільки за більшовиків). Крім того, були ще акцизи з чаю, нафтових продуктів, сірників, калош і свічок.